# 米诺地尔
米诺地尔（英語：Minoxidil）是一种钾通道开放药，这类药物在降压时常伴有反射性心动过速和心输出量的增加。对于血管扩张的作用具有选择性，见于冠状动脉，胃肠道血管和脑血管，而不扩张肾和皮肤血管。它還可以減低或停止掉髮並且促進毛髮再生。現在一般的門診病人不需要處方就可以取得，用於治疗雄激素性脱发。

## 歷史
米諾地爾本來是用於控制高血壓。後來偶然發現有一個有趣的副作用，就是扭轉或減慢禿頭過程。Upjohn推出了含2%的米諾地爾的外用藥液，用來治療禿頭及脫髮。該藥液在美國及加拿大以Rogaine名稱銷售，在歐洲及亞太區則使用Regaine名稱，在台灣譯為「落建」。5%濃度的藥液專供男性使用，而2%濃度的藥液則適合女性使用。在台灣販售的含5%濃度的米諾地爾成分生髮藥液產品如：落建生髮系列的落健生髮液、萌髮生髮液等。米諾地爾的專利保護期在1996年2月11日已經到期。5%泡沫配方的米諾地爾，跟液體配方一樣有效。

## 機轉
米諾地爾促進毛髮生長的機轉目前還未完全了解。此藥物的結構式中有一氧化氮基團且可能做為一氧化氮的致效劑。它同樣是鉀通道開放劑，造成細胞膜的過極化。對於大面積的掉髮，米諾地爾就比較沒有效果。另外，對於年輕男性有五年以下的掉髮困擾，它有非常顯著的效果。目前，米諾地爾只用於頭頂的掉髮。它同樣也是個血管擴張劑。理論上，藉由擴張血管及開通鉀離子通道，使更多的氧氣及養分到毛囊，會促使毛囊從休止期到生長期。

## 副作用
米諾地爾常見的副作用包括眼睛發癢、治療區域發癢、發紅或刺激，以及身體其它部位的毛发生長，也有報告稱米諾地爾可能導致脫髮惡化。其他副作用可能包括皮疹、瘙癢、呼吸困難、口腔、面部、嘴唇或舌頭腫脹、胸痛、頭暈、昏厥、心跳过速、頭痛、突然且原因不明的體重增加或手腳腫脹。罕見的副作用包括陽痿、抑郁、焦虑、性冲动減少和皮膚病。暫時的脫髮是使用米諾地爾的常見副作用。
存在於某些局部製劑中的酒精和1,2-丙二醇可能會使頭皮乾燥，導致头皮屑和接触性皮炎。在一些局部米諾地爾製劑中發現的非活性成分1,2-丙二醇產生過敏反應的案例已有報導。

## 動物毒性
米諾地爾對貓來說是致命的。